# 11-та повітряна армія (США)
11-та повітряна армія (США) (англ. Eleventh Air Force) — повітряна армія у складі Тихоокеансько-Індійського Командування Збройних сил ПС США, зоною відповідальності якої є північна частина Тихого океану, Аляска та прилеглі території. Штаб-квартира повітряної армії розташована на військово-повітряній базі Ельмендорф, об'єднана база Ельмендорф-Річардсон, Аляска. Основним призначенням повітряного компоненту Тихоокеансько-Індійського Командування Збройних сил та Командування США «Аляска» є планування, проведення, контроль та координації дій усіх повітряних складових в інтересах забезпечення оборони у повітряному просторі у цих зонах відповідальності.

## Склад
Повітряні сили
- 3-те крило
- 354-те винищувальне крило (F-16A/B) (Аєлсон, Аляска)
- 36-те крило (F-15A/B) (Андерсен, Гуам)
- 611-й аерокосмічний оперативний центр (Елмендорф, Аляска)
- 176-та ескадрилья повітряного контролю / Аляскинський сектор ППО (AK ANG) (Елмендорф, Аляска)

Повітряні сили Національної гвардії Аляски
- 168-ме крило дозаправлення (KC-135R) (Аєлсон, Аляска)
- 176-те крило (C-17 Globemaster III, HH-60 Pave Hawk, HC-130) (об'єднана база Ельмендорф-Річардсон, Аляска)